# Scott Burns
Scott Burns é um engenheiro de computação e ex-produtor musical estadunidense de bandas de death metal. Scott trabalhou no estúdio Morrisound Recording em Tampa, Flórida, do final da década de 1980 a meados da década de 1990. Ele produziu álbuns de bandas como Death, Cannibal Corpse, Sepultura e Obituary.
Seu último trabalho com produção foi o álbum Frozen in Time do Obituary, em 2005. Desde então, Scott deixou de produzir álbuns. Ele justificou seu afastamento:
| “ | Eu acho que terminou, está acabado. Não há boas bandas novas, as cópias são vergonhosas, quatro ou cinco bandas irão sobreviver, o resto irá desaparecer. | ” |

Ele vive atualmente em sua mansão em Hollywood, Califórnia, e se dedica ao trabalho de programação de computadores.

## Álbuns produzidos
Dentre os muitos álbuns produzidos por Scott Burns, destacam-se:
| Ano  | Álbum                       | Banda           |
| ---- | --------------------------- | --------------- |
| 1989 | Beneath the Remains         | Sepultura       |
| 1989 | World Downfall              | Terrorizer      |
| 1990 | Harmony Corruption          | Napalm Death    |
| 1990 | Spiritual Healing           | Death           |
| 1991 | Butchered at Birth          | Cannibal Corpse |
| 1991 | Arise                       | Sepultura       |
| 1992 | Tomb of the Mutilated       | Cannibal Corpse |
| 1993 | Individual Thought Patterns | Death           |
| 1994 | The Bleeding                | Cannibal Corpse |